# Tylophora heterophylla
Tylophoropsis heterophylla là một loài thực vật có hoa trong họ La bố ma. Loài này được (A. Rich.) Oliv. miêu tả khoa học đầu tiên năm 1895.